# Aquilone (vento)
L'aquilone è un vento di tramontana, proveniente da nord e nord-est, di solito impetuoso e freddo. 
Il termine viene usato anche per indicare in generale vento forte. 
Deriva dal latino aquilo - aquilonis, cioè "vento settentrionale".
Nella mitologia romana, Aquilone è la personificazione del vento del nord.
Una delle più antiche testimonianze del suo utilizzo nella lingua ci è stata lasciata da Orazio nelle sue Odi, nelle quali celebra la poesia capace di resistere "alla pioggia che corrode o all'impetuoso vento Aquilone".
In alcune regioni italiane, come il Basso Lazio, il termine talvolta viene ancora utilizzato, più prosaicamente nei racconti dei nonni che parlano di tetti scoperchiati e tegole rotte dalla furia del vento.
Questo vento è in alcune occasioni associato al dominio di Lucifero sulla terra, Agostino nelle Confessioni indica che una volta allontanatosi da Dio, dopo aver osato imitarlo e cercato di esautorarlo, Lucifero:
"Decise di fissare la propria sede nell'aquilone, affinché gli uomini servissero questo tuo perverso e deforme imitatore in una gelida tenebra"